# Мамедзаде Гюнай Вугар-кизи
Гюнай Вугар-кизи Мамедзаде (азерб. Günay Vüqar qızı Məmmədzadə; нар. 19 червня 2000, Баку, Азербайджан) — азербайджанська шахістка, гросмейстер серед жінок (2014).
Її рейтинг станом на березень 2020 року — 2443 (31-ше місце у світі, 1-ше — серед шахісток Азербайджану).

## Біографія
Народилася в 2000 році в столиці Азербайджану, місті Баку.
У 2014 році виконала норму міжнародного майстра і в цьому ж році норму гросмейстера серед жінок.
У 2018 році отримала титул «Міжнародний майстер».

## Досягнення
- 2008 — Чемпіонка Європи серед шахісток до 8 років[1].
- 2009 — Чемпіонка світу серед дівчат до 10 років[2].
- 2013 — Чемпіонка Європи серед шахісток до 14 років[3].
- 2017 — Чемпіонка Азербайджану серед жінок[4].
- 2019 — Чемпіонка Азербайджану серед жінок[5]